# 霍內爾·邁斯
霍內爾·邁斯（法語：Honel Meiss，1846年8月18日—1938年8月30日）出生於法國下萊茵省的英維萊爾，曾經擔任法國猶太教的拉比。

## 生平
1866年他取得政府的獎助學金，因此前往法國猶太神學院（SIF）研修，1872年獲得拉比身分畢業。1873年至1883年間，他在南特牧會、1874年之後他在尼斯擔任拉比，1904年他成為馬賽的首席拉比，直到1920年因為個人健康因素退休，之後再搬回尼斯直到逝世。
諾貝爾和平獎得主勒內·卡森是他的姪子，勒內·卡森於猶太教的成年禮，則是奧奈爾·梅斯親自為他安排和主持。

## 獲獎
- 法國榮譽軍團勳章
- 法蘭西人文院獎
- 法蘭西學術院獎